# Sofroniusz (Drincec)
Sofroniusz, imię świeckie Radu-Ștefan Drincec (ur. 3 listopada 1967 w Aradzie) – duchowny Rumuńskiego Kościoła Prawosławnego, od 2007 biskup Oradei.

## Życiorys
Święcenia diakonatu przyjął 12 sierpnia 1995, a prezbiteratu dzień później. Chirotonię biskupią otrzymał 28 lutego 1999. W latach 1999–2007 pełnił urząd biskupa Gyula.
W czerwcu 2016 r. był członkiem delegacji Patriarchatu Rumuńskiego na Święty i Wielki Sobór Kościoła Prawosławnego.